# 小川泰弘
小川 泰弘（おがわ やすひろ、1990年5月16日 - ）は、愛知県渥美郡赤羽根町（現：田原市）出身のプロ野球選手（投手）。右投右打。東京ヤクルトスワローズ所属。

## 経歴

### プロ入り前
5人兄弟の末っ子として生まれた。小3から野球を始め、田原市立赤羽根中学校時代は軟式野球部に所属しエースとしてチームを県大会出場に導いた。
成章高校に進学後、2年冬には愛知県選抜として中川大志や福谷浩司と共に日米親善試合に出場した。3年春には21世紀枠でセンバツに出場、1回戦で駒大岩見沢高校を3-2で前評判を覆して下し、創部103年目で甲子園での初勝利を飾った。夏の甲子園は東愛知大会決勝戦で大府高校に1対3で敗退する。夏休みはサーフィンをしたりして過ごす一方で、「とにかく野球を続けなきゃ」「プロ野球でやりたい」という気持ちが芽生えており、進路について「大学でステップを踏み、プロ入りを現実的なものにする」と考え、地元・愛知県内の大学でプレーするイメージを抱いていた。程なくして創価大学野球部から家に直接連絡が届き、状況が急変するが、監督から直々に連絡を頂いたことに感激し、「地元近辺のどこかの大学でプレーできれば」という漠然とした思いから「ここで野球をやってみたい」と考えるようになり、進学を決意する。
創価大学に進学後、1年秋から東京新大学リーグ戦に出場、明治神宮野球大会の関東代表決定戦では右肘を痛めたエースの大塚豊の代役として先発し、菅野智之を擁する東海大学相手に投げ勝った。2年次の春からは主戦投手となる。3年次の夏にノーラン・ライアンの『ピッチャーズ・バイブル』に出会い、後述するようなメジャーリーガーばりの豪快なフォームへと変更した。3年秋にはリーグ新記録となる防御率0.12を記録。4年春の東京学芸大学戦ではリーグ史上8人目となるノーヒットノーランを達成した。フォームを変更した3年秋以降はリーグ戦で無傷の21連勝を達成した。リーグ通算成績は36勝3敗、防御率0.60。リーグMVPを5回受賞。
2012年のドラフト会議で東京ヤクルトスワローズから2位指名を受け、11月28日に契約金7000万円、年俸1200万円で仮契約した（金額は推定）。背番号は「29」。

### ヤクルト時代
2013年、オープン戦で結果を残し、開幕5戦目の4月3日の広島東洋カープ戦（MAZDA Zoom-Zoom スタジアム広島）でプロ初登板・初先発。7回途中を2失点（自責点0）と好投し、同年の新人投手の中では最初にプロ初勝利を挙げる。ヤクルトの新人で初登板初勝利を記録したのは2011年の七條祐樹以来、13人目。また、この日は小川の母の誕生日でもあった。4月10日の中日ドラゴンズ戦でも6回一死までノーヒットに抑えるなど、7回を1安打1失点（自責点0）で2勝目。新人では球団初となる初登板から2戦2勝を記録した。6月22日の広島戦では同年の新人投手の中では一番乗りとなる完封勝利を挙げる。7月13日の広島戦で10勝目を挙げ、1999年の上原浩治と松坂大輔以来の新人によるリーグ10勝一番乗りを果たし、その後も自身の連勝を7まで延ばす。8月以降は約1か月間白星から遠ざかるものの、中日戦での完投勝利を皮切りに4連勝を決め、リーグ最多勝となる16勝目を挙げ、26登板、16勝4敗、勝率.800、防御率2.93、135奪三振、4完投、3完封を記録し、平成生まれ初となる最多勝利と最高勝率のタイトルを獲得。これらの実績が評価され、2013年度のセ・リーグ新人王に選出された。契約更改では4400万円増となる5600万円で契約更改を終え、球団選手2年目の年俸では川島亮の4200万を更新する最高額となった。オフの11月には台湾で行われた「2013 BASEBALL CHALLENGE 日本 VS チャイニーズ・タイペイ」の日本代表に選出された。
2014年、2年目にして開幕投手に指名されると、3月28日の横浜DeNAベイスターズ戦で6回を1失点にまとめ開幕戦を白星で飾る。4月11日の同カードでは、当シーズンから禁止になった三塁への偽投でボークを取られる一場面もあったが、小川以外の先発陣が勝ち星を挙げられない中、球団では松岡弘以来44年ぶりとなる開幕3連勝の好スタートを切った。しかし同月18日の阪神タイガース戦で打球を右手に受け降板すると、有鈎骨鉤骨折と診断され長期離脱を余儀なくされる。7月に復帰すると、21日の広島東洋カープ戦で約3か月ぶりの白星を記録。一時はフォームを崩し防御率が4点台まで落ち込んだが持ち直し、最終戦を残して9勝まで勝ち星を伸ばした。だが、その最終戦でありなおかつ小川淳司監督最後の試合となった10月7日の横浜DeNAベイスターズ戦で、1点リードの8回に野手の失策で逆転されたため、惜しくも2年連続2桁勝利を逃した。成績は17登板、9勝6敗、勝率.600、防御率3.66、108奪三振だった。オフには10月9日に、日米野球2014の日本代表に選出されたことが発表された。しかし、11月6日に、左脇腹痛のため辞退した。契約更改では球団が最終戦の経緯を考慮して、10勝したと仮定しての査定を行い、900万円増の6500万円で更改した。
2015年、2年連続で開幕投手を務め、勝敗は付かなかったものの7回を無失点に抑えた。開幕直後は月間MVP候補に選ばれるなど好調だったが、その後は制球に苦しみ前半戦は4勝6敗で終わり苦戦した。後半戦は盛り返し、9月2日の巨人戦で2年ぶりの2桁勝利を挙げ、シーズン最終登板となった10月2日の阪神戦では6回を無失点に抑え、勝利投手にはならなかったもののチームはサヨナラ勝ちでリーグ優勝を決めた。最終的には27登板、11勝8敗、勝率.579、防御率3.11、128奪三振、1完投、1完封を挙げチームの14年ぶりのリーグ優勝に貢献した。9月10日に、第1回WBSCプレミア12の日本代表候補選手に選出されたことが発表され、10月22日に藤浪晋太郎の代役としてWBSCプレミア12日本代表に選出された。
2016年、開幕前の2月15日に「侍ジャパン強化試合 日本 vs チャイニーズタイペイ」の日本代表26名に選出されたことが発表された。3年連続で開幕投手を務め、2桁勝利は逃した（8勝9敗）ものの、チームで唯一規定投球回をクリアした。
2017年、開幕から先発で好調を維持していたが、5月27日の中日ドラゴンズ戦で背中を痛め翌日に登録抹消されると復帰後はチーム事情から中継ぎに配置転換される。6月30日の阪神タイガース（阪神甲子園球場）戦で初ホールドを記録したが、7月7日の広島東洋カープ戦では6失点で敗戦投手になるなど安定感を欠いたことから先発に再転向した。9月16日の広島東洋カープ戦で右肘の張りを訴えて降板し、20日に精密検査を受けた結果、右肘疲労骨折と診断された。10月2日に手術を受けた。最終的には22登板、8勝7敗1ホールド、勝率.533、防御率2.83、109奪三振、2完投、1完封を記録した。
2018年、右肘疲労骨折からの復帰登板が5月と出遅れたが、登板を重ねるごとに本来の投球を取り戻し、9月11日の読売ジャイアンツ戦では8回6安打1失点の力投を見せて勝ち投手となった。読売ジャイアンツ戦での先発では2016年4月30日からこの試合で7連勝。OBの真中満をして、かつての真中の同僚である川崎憲次郎を彷彿せしめる「ジャイアンツ・キラー」ぶりを発揮し、同年のクライマックスシリーズでの活躍を期待させた。シーズンでは最終的に18登板、8勝5敗、勝率.615、防御率2.75、94奪三振の成績を挙げた。巨人とのクライマックスシリーズでは10月13日の初戦で先発したが7回途中4失点で敗戦投手となった。
2019年、3年ぶりに開幕投手を務め7回1失点の好投を見せるも勝ち負けつかず、チームは延長サヨナラ負けを喫する。9月19日の阪神タイガース戦（阪神甲子園球場）では自身2年ぶりかつこの年チーム唯一の完封勝利を挙げた。シーズン通じて先発ローテーションを守り、26試合に登板して3年ぶりに規定投球回数をクリアしたが、最終的に26登板、5勝12敗、勝率.294、防御率4.57、132奪三振、2完投、1完封で負け越した。
2020年、8月15日の横浜DeNAベイスターズ戦（横浜スタジアム）で史上82人目となるノーヒットノーランを達成。9回135球10奪三振の好投で、許した走者は四球3つと失策2つのみであった。またこの試合では同時に、プロ入り初となる2桁奪三振を記録している。この年は僅か1イニング届かず、2年連続の規定投球回クリアはならなかったものの、10月24日の対中日戦でチームトップの10勝目を挙げたことで5年ぶりの2桁勝利を達成した。シーズン終了後、自身初となる国内FA権を取得し行使した。古巣のヤクルトの残留要請の他に北海道日本ハムファイターズから獲得に向けての交渉があったが、12月25日、ヤクルトに4年総額8億円規模の契約で残留することが発表された。本人は、「これから野球選手として愚直に成長しつづけることで、他球団様には恩返しをしていく。他球団様の熱意を聞かせていただいて、リーグを変えて戦いたいと気持ちが動いた瞬間もありましたが、その日の夜、山田哲人が夢に出てきて、びっくりして。気持ちが揺れ動く3週間だったと思います」と述べた。
2021年、自身5度目の開幕投手を務めたが、白星はつかなかった。4月2日の巨人戦では、8回途中を無失点の好投でチームの勝利を導いた。一時期は炎上続きで登録抹消となったが、再登録後初登板となった5月15日の中日ドラゴンズ戦で99球を投げて被安打3、無四球の完封勝利を挙げた。100球未満の完封勝利である「マダックス」は、2017年4月14日に金子千尋（当時オリックス・バファローズ）が記録して以来4年ぶりのことであったが、翌日に早川隆久（東北楽天ゴールデンイーグルス）が記録している。7月3日の中日ドラゴンズ戦での1失点完投勝利もシーズン2度目となる無四球で飾る活躍を見せていたが、同月8日、前日に実施された新型コロナウイルスのPCR検査で陽性判定を受けたことにより、特例2021の対象選手として登録を抹消された。最終的にこの年も規定投球回には到達できず、2年連続の2桁勝利とはならなかったものの、奥川恭伸と並ぶチーム最多の9勝を拳げ、リーグ優勝に貢献した。11月23日の日本シリーズ第3戦（東京ドーム）では先発し、6回3失点で勝敗はつかなかった。オフに選手会長に就任。
2022年、自身6度目の開幕投手を務めたが、早々に打ち込まれ降板した。6月3日、セ・パ交流戦における埼玉西武ライオンズ戦（明治神宮野球場）で、5回裏、0-0のままイニングの先頭打者として迎えた打席で、髙橋光成から先制ソロ本塁打を放ち、その後8回で降板したために完投こそ逃したが、それでもこの1点を守り切る完封リレーを演じた。投手のソロ本塁打が決勝点となり1-0で勝利したのは1981年8月16日に金田留広（当時広島東洋カープ）が中日ドラゴンズ戦（ナゴヤ球場、1-0で広島勝利）の8回にはなった先制ソロ本塁打が決勝点となったとき以来41年ぶりでありまた、セ・パ交流戦が導入されてからこのシリーズにおいて、史上初となるセ・リーグの投手による本塁打でもあった。また、1-0で勝利した試合において、投手の放ったソロ本塁打が決勝点となりながらも完封勝利とならなかった例は、1955年4月26日の国鉄スワローズ戦（川崎球場）で、5回裏に先制ソロ本塁打を打った江田孝（当時大洋ホエールズ）が6回1/3まで投げて、それ以後権藤正利にリリーフして、1-0の完封リレーで勝利した例以来67年ぶり2例目という珍事でもあった。
2023年、自身7度目の開幕投手を務め、広島東洋カープを相手に7回無失点に抑え、白星を飾る。開幕戦での勝利は、初めて開幕投手を務めた2014年以来となった。9月9日の横浜DeNAベイスターズ戦（横浜スタジアム）では、7回4安打1失点に抑えるだけでなく、打撃では適時打を放つなど投打に活躍し、史上142人目となる通算100勝を達成した。9月24日の広島東洋カープ戦（マツダスタジアム）で8回4安打1失点と好投し、3年ぶりの2桁勝利となる10勝目を挙げた。
2024年、上半身のコンディション不良で開幕から出遅れていたが、4月26日の阪神タイガース戦（甲子園球場）で7回5安打2失点で初勝利を挙げた。最終的に12試合に登板し、2勝5敗、防御率4.65を記録。4年契約の最終年を終了し、12月10日に5000万円減となる推定年俸1億1000万円で契約を更改した。
2025年、4月3日の広島東洋カープ戦で同年初先発し、2安打無四球で同年リーグ初となる完封勝利を挙げた。また、投球数は92球で自身2度目となるマダックスとなった。

## 選手としての特徴

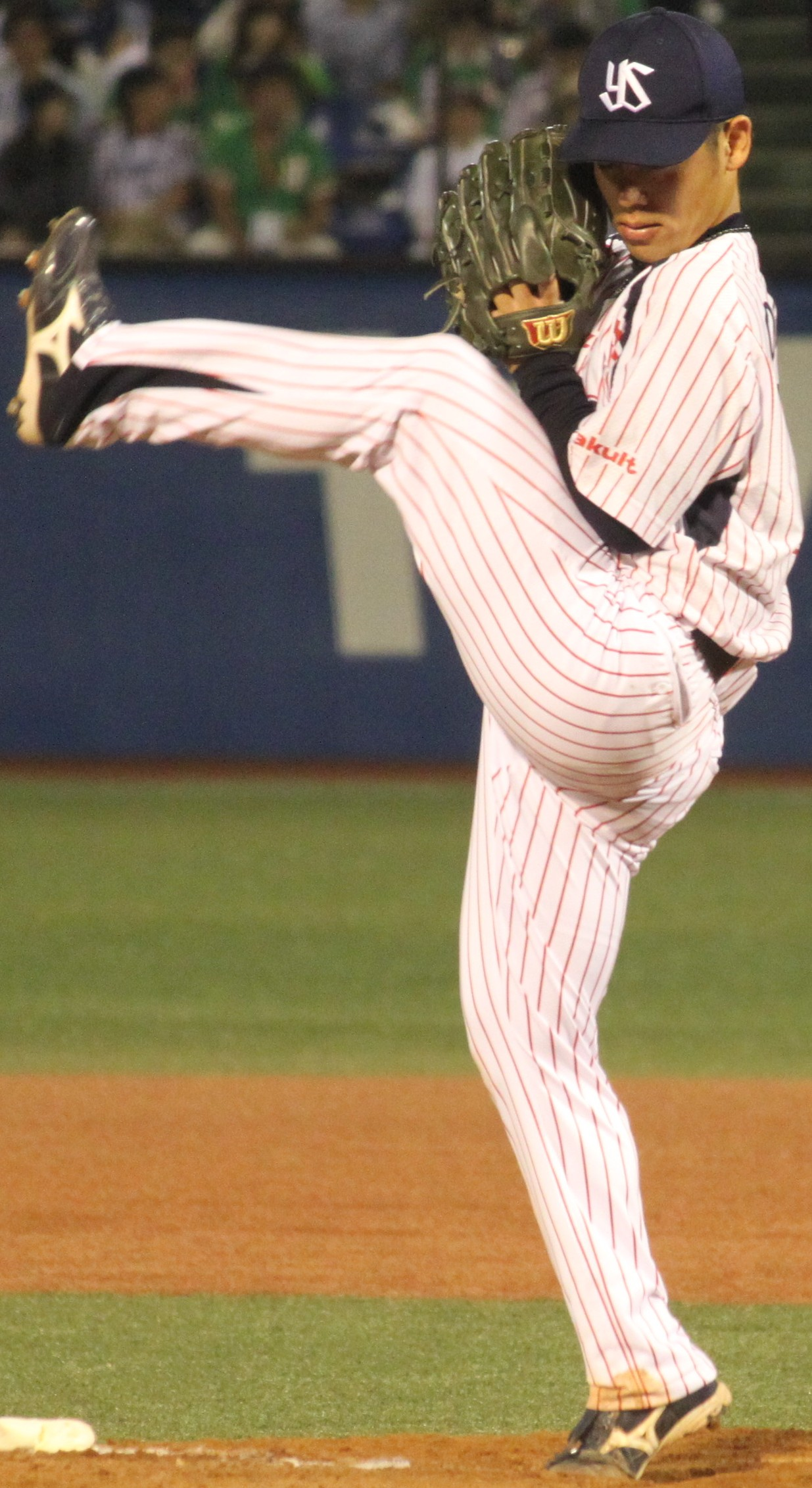
左足を高く上げる小川独特の投球フォーム（2013年）

上背こそないが、ノーラン・ライアンを参考にした左足を高く上げるダイナミックな投球フォームから「和製ライアン」とも呼ばれる。オーバースローから平均球速約141km/h、最速151km/hのフォーシーム、130km/h台後半のカットボール、120km/h台後半のスライダー、130km/h前後のフォーク、120km/h台中盤のチェンジアップなどを投げる。まれにカーブやツーシームを混ぜる。入団当時は速球派の側面もあったが、2年目以降は球速が落ち、被本塁打数が増加。現在は完全に技巧派へモデルチェンジしている。2022年より前述したチェンジアップを110km/h前後のさらにブレーキの効いた特殊球へと改良した。
投手でありながら打撃にも重きを置いており、打撃練習にも精力的に取り組んでいる。特に2015年シーズンではプロ入り後、初の本塁打を記録した他、決勝点となる押し出しの四球も選んでいる。その後、2016年8月17日の対横浜DeNAベイスターズ戦（明治神宮野球場）で決勝2点本塁打を久保康友から、2022年6月3日の対埼玉西武ライオンズ戦で決勝ソロ本塁打を高橋光成からそれぞれ打った。
バントの構えが独特であり、自分の目よりも高い位置でバットを構える。

## 人物・エピソード
愛称は「ライアン」。これはヤクルト入団時、監督の小川淳司と同姓のため、自ら希望したもの。
過去に上原浩治と共に6年間オフの自主トレをしていた。
選手会長時代に日本プロ野球選手会の代表として菅野智之と共に投げ抹消の問題（登録抹消期間中もFA資格日数を加算する特例創設について）に取り組んでおり、その後無事に2024年から改善され、FAに必要な日数に6日間を加算されることになった。

## 詳細情報

### 年度別投手成績
| 年 度      | 球 団      | 登 板 | 先 発 | 完 投 | 完 封 | 無 四 球 | 勝 利 | 敗 戦 | セ 丨 ブ | ホ 丨 ル ド | 勝 率 | 打 者 | 投 球 回 | 被 安 打 | 被 本 塁 打 | 与 四 球 | 敬 遠 | 与 死 球 | 奪 三 振 | 暴 投 | ボ 丨 ク | 失 点 | 自 責 点 | 防 御 率 | W H I P |
| ---------- | ---------- | ----- | ----- | ----- | ----- | -------- | ----- | ----- | -------- | ----------- | ----- | ----- | -------- | -------- | ----------- | -------- | ----- | -------- | -------- | ----- | -------- | ----- | -------- | -------- | ------- |
| 2013       | ヤクルト   | 26    | 26    | 4     | 3     | 0        | 16    | 4     | 0        | 0           | .800  | 722   | 178.0    | 155      | 9           | 45       | 1     | 2        | 135      | 2     | 0        | 63    | 58       | 2.93     | 1.12    |
| 2014       | ヤクルト   | 17    | 17    | 0     | 0     | 0        | 9     | 6     | 0        | 0           | .600  | 469   | 108.1    | 119      | 13          | 22       | 0     | 3        | 108      | 1     | 1        | 52    | 44       | 3.66     | 1.30    |
| 2015       | ヤクルト   | 27    | 27    | 1     | 1     | 0        | 11    | 8     | 0        | 0           | .579  | 700   | 168.0    | 152      | 18          | 48       | 0     | 4        | 128      | 0     | 0        | 66    | 58       | 3.11     | 1.19    |
| 2016       | ヤクルト   | 25    | 25    | 4     | 1     | 1        | 8     | 9     | 0        | 0           | .471  | 668   | 158.0    | 149      | 22          | 52       | 0     | 6        | 114      | 3     | 0        | 82    | 79       | 4.50     | 1.27    |
| 2017       | ヤクルト   | 22    | 18    | 2     | 1     | 0        | 8     | 7     | 0        | 1           | .533  | 509   | 124.0    | 104      | 11          | 39       | 0     | 0        | 109      | 0     | 0        | 42    | 39       | 2.83     | 1.15    |
| 2018       | ヤクルト   | 18    | 18    | 0     | 0     | 0        | 8     | 5     | 0        | 0           | .615  | 450   | 108.0    | 109      | 9           | 24       | 2     | 1        | 94       | 1     | 0        | 36    | 33       | 2.75     | 1.23    |
| 2019       | ヤクルト   | 26    | 26    | 2     | 1     | 2        | 5     | 12    | 0        | 0           | .294  | 686   | 159.2    | 173      | 26          | 36       | 0     | 2        | 132      | 1     | 0        | 91    | 81       | 4.57     | 1.31    |
| 2020       | ヤクルト   | 20    | 20    | 1     | 1     | 0        | 10    | 8     | 0        | 0           | .556  | 515   | 119.0    | 132      | 20          | 29       | 1     | 2        | 83       | 2     | 0        | 64    | 61       | 4.61     | 1.35    |
| 2021       | ヤクルト   | 23    | 22    | 2     | 1     | 2        | 9     | 6     | 0        | 0           | .600  | 529   | 128.1    | 132      | 15          | 30       | 3     | 1        | 97       | 2     | 0        | 64    | 59       | 4.14     | 1.26    |
| 2022       | ヤクルト   | 25    | 25    | 1     | 1     | 1        | 8     | 8     | 0        | 0           | .500  | 621   | 153.1    | 145      | 16          | 32       | 1     | 3        | 91       | 2     | 0        | 50    | 48       | 2.82     | 1.15    |
| 2023       | ヤクルト   | 23    | 23    | 0     | 0     | 0        | 10    | 8     | 0        | 0           | .556  | 579   | 144.0    | 124      | 14          | 33       | 2     | 4        | 86       | 2     | 0        | 60    | 54       | 3.38     | 1.09    |
| 2024       | ヤクルト   | 12    | 11    | 0     | 0     | 0        | 2     | 5     | 0        | 0           | .286  | 264   | 62.0     | 75       | 6           | 8        | 2     | 0        | 40       | 0     | 0        | 35    | 32       | 4.65     | 1.34    |
| 通算：12年 | 通算：12年 | 264   | 258   | 17    | 10    | 6        | 104   | 86    | 0        | 1           | .547  | 6712  | 1610.2   | 1569     | 179         | 398      | 12    | 28       | 1217     | 16    | 1        | 705   | 646      | 3.61     | 1.22    |

- 2024年度シーズン終了時
- 各年度の太字はリーグ最高

### WBSCプレミア12での投手成績
| 年 度 | 代 表 | 登 板 | 先 発 | 勝 利 | 敗 戦 | セ ｜ ブ | 打 者 | 投 球 回 | 被 安 打 | 被 本 塁 打 | 与 四 球 | 敬 遠 | 与 死 球 | 奪 三 振 | 暴 投 | ボ ｜ ク | 失 点 | 自 責 点 | 防 御 率 |
| ----- | ----- | ----- | ----- | ----- | ----- | -------- | ----- | -------- | -------- | ----------- | -------- | ----- | -------- | -------- | ----- | -------- | ----- | -------- | -------- |
| 2015  | 日本  | 1     | 0     | 1     | 0     | 0        | 11    | 3.0      | 2        | 1           | 0        | 0     | 1        | 1        | 0     | 0        | 2     | 2        | 6.00     |

### 年度別守備成績
| 年 度 | 球 団    | 投手  | 投手  | 投手  | 投手  | 投手  | 投手     |
| 年 度 | 球 団    | 試 合 | 刺 殺 | 補 殺 | 失 策 | 併 殺 | 守 備 率 |
| ----- | -------- | ----- | ----- | ----- | ----- | ----- | -------- |
| 2013  | ヤクルト | 26    | 13    | 20    | 1     | 1     | .971     |
| 2014  | ヤクルト | 17    | 6     | 8     | 0     | 0     | 1.000    |
| 2015  | ヤクルト | 27    | 12    | 24    | 0     | 2     | 1.000    |
| 2016  | ヤクルト | 25    | 9     | 21    | 0     | 0     | 1.000    |
| 2017  | ヤクルト | 22    | 7     | 28    | 2     | 1     | .946     |
| 2018  | ヤクルト | 18    | 3     | 18    | 0     | 1     | 1.000    |
| 2019  | ヤクルト | 26    | 10    | 37    | 2     | 3     | .959     |
| 2020  | ヤクルト | 20    | 8     | 21    | 1     | 2     | .967     |
| 2021  | ヤクルト | 23    | 6     | 22    | 2     | 0     | .933     |
| 2022  | ヤクルト | 25    | 9     | 21    | 2     | 0     | .938     |
| 2023  | ヤクルト | 23    | 14    | 13    | 1     | 0     | .964     |
| 2024  | ヤクルト | 12    | 2     | 5     | 0     | 0     | 1.000    |
| 通算  | 通算     | 264   | 99    | 238   | 11    | 10    | .968     |

- 2024年度シーズン終了時

### タイトル
- 最多勝利：1回（2013年）※平成生まれ初
- 最高勝率：1回（2013年）※平成生まれ初

### 表彰
- 新人王（2013年）
- 2013ゴールデン・ルーキー賞（2013年）
- 月間MVP：3回（投手部門：2016年8月、2018年6月、2022年6月）
- 日本プロスポーツ大賞最高新人賞（2013年）
- 燕市年間ヒーロー賞：1回（2013年[83]）

### 記録
初記録
投手記録
- 初登板・初先発登板・初勝利・初先発勝利：2013年4月3日、対広島東洋カープ2回戦（MAZDA Zoom-Zoom スタジアム広島）、6回2/3を2失点（自責点0）
- 初奪三振：同上、4回裏にフレッド・ルイスから空振り三振[84]
- 初完投勝利・初完封勝利：2013年6月22日、対広島東洋カープ6回戦（MAZDA Zoom-Zoom スタジアム広島）、5被安打1与四球
- 初ホールド：2017年6月30日、対阪神タイガース10回戦（阪神甲子園球場）、8回裏に4番手で救援登板、1回無失点

打撃記録
- 初安打：2013年4月10日、対中日ドラゴンズ2回戦（ナゴヤドーム）、3回表にブラッド・バーゲセンから右前安打
- 初打点：2013年5月11日、対阪神タイガース8回戦（坊っちゃんスタジアム）、2回裏に岩田稔から右中間2点適時二塁打
- 初本塁打：2015年8月5日、対読売ジャイアンツ15回戦（明治神宮野球場）、3回裏に小山雄輝から左越ソロ

節目の記録
- 1000投球回：2019年9月28日、対読売ジャイアンツ25回戦（明治神宮野球場）、1回表三死目に岡本和真から中飛 ※史上356人目[85]
- 1000奪三振：2021年10月29日、対広島東洋カープ24回戦（MAZDA Zoom-Zoom スタジアム広島）、6回裏に林晃汰から空振り三振 ※史上153人目[84]
- 1500投球回：2023年7月29日、対横浜DeNAベイスターズ14回戦（明治神宮野球場）、7回表三死目に関根大気から空振り三振[86]
- 100勝：2023年9月9日、対横浜DeNAベイスターズ20回戦（横浜スタジアム）、7回1失点 ※史上142人目

その他の記録
- ノーヒットノーラン：2020年8月15日、対横浜DeNAベイスターズ11回戦（横浜スタジアム）、9回10奪三振3四球 ※史上82人目、93度目
- オールスターゲーム出場：2回（2013年、2017年）
- 開幕投手：7回（2014年 - 2016年、2019年、2021年 - 2023年）

### 背番号
- 29（2013年[9] - ）

### 代表歴
- 2015 WBSCプレミア12 日本代表